# Le Cabestan
Cet article possède un paronyme, voir Cabestan.
 (septembre 2011).
Si vous disposez d'ouvrages ou d'articles de référence ou si vous connaissez des sites web de qualité traitant du thème abordé ici, merci de compléter l'article en donnant les références utiles à sa vérifiabilité et en les liant à la section « Notes et références ».
Le Cabestan est une salle de spectacle de 85 places située à Avignon. C'est un théâtre permanent, mais également un lieu de représentation durant le Festival Off au mois de juillet. Le théâtre Le Cabestan est situé en plein centre-ville, dans le quartier des Halles (intra-muros), au 11 rue Collège de la Croix.

## Histoire
En 1995, David Teysseyre, jeune comédien et metteur en scène, quitte Paris pour s'établir à Avignon, où il fonde Le théâtre Le Cabestan, ainsi que sa propre compagnie. Le nom du théâtre, « cabestan », fait écho à l'une des passions de son fondateur : l'amour de la mer et de la voile.

## Créations
La Compagnie Théâtre du Cabestan a créé de nombreux spectacles :
- Poussières d'étoiles, 1er prix au festival d'Aoste, Italie, 1994
- La Fleur à la bouche de Luigi Pirandello, 1994
- Chapeau Mister Holmes de David Teysseyre, 2003
- Van Gogh, d'après les lettres de Vincent van Gogh à son frère Théo, 2005
- Holmes ! de David Teysseyre, 2007
- Vous plaisantez, monsieur Tanner, d'après le roman de Jean-Paul Dubois, 2008
- Dracula - Le Pacte, de Jeanne Béziers, d'après le roman de Bram Stoker, 2014

## Programmation
La programmation du théâtre Le Cabestan est éclectique mais reste avant tout concentrée sur le théâtre (théâtre classique et contemporain, spectacles jeune public, comédies, théâtre musical...). Ce lieu de création propose toute l'année entre ses murs des spectacles, résidences d'artistes, ateliers et cours de théâtre et de chant, ainsi que des conférences.